# Fany Nina
Juana Fany Nina Colque (Ichoca, Bolivia; 20 de noviembre de 1967) es una dirigenta sindical y política boliviana. Fue la primera mujer que llegó a ser presidenta de la Federación de Juntas Vecinales de la ciudad de El Alto en el año 2010.

## Biografía
Fany Nina nació el 20 de noviembre de 1967, dentro de un campamento minero denominado Cruz Roja en el actual municipio de Ichoca en la provincia de Inquisivi del Departamento de La Paz.
Durante su niñez, así como sucedió con muchas familias mineras, la familia de Nina emigró también a la ciudad de El Alto en el año 1974, cuando Fany tenía apenas 7 años de edad durante aquella época. Comenzó sus estudios primarios en 1975 en la unidad educativa Adrián Castillo, saliendo luego bachiller del Colegio San José Fe y Alegría y el año 1986.
Ingresó a estudiar a la universidad la carrera de comunicación social y luego la carrera de derecho, pero debido a motivos laborales no los pudo concluir.[cita requerida]